# Čedanj
Čedanj es una localidad de Croacia situada en el municipio de Delnice, en el condado de Primorje-Gorski Kotar. Según el censo de 2021, tiene una población de 3 habitantes.

## Demografía
| Gráfica de población de Čedanj 1857-2011                            |
|                                                                     |
| Según los censos de población de la Oficina de Estadísticas Croata. |